# FK 믈라다볼레슬라프
FK 믈라다볼레슬라프(체코어: Fotbalový klub Mladá Boleslav)는 체코의 축구 클럽으로 센트럴 보헤미안 지방의 믈라다볼레슬라프를 연고로 하고 있다.
믈라다볼레슬라프는 체코가 독립한 뒤부터 4부리그에서 시작하였고 1996-97시즌에 4부리그 우승을 통해 3부리그의 두 디비전 가운데 하나인 체코 풋볼리그에 올라가 한 시즌만에 2부리그로 승격하였다. 2부리그에서 한동안 보내던 믈라다볼레슬라프는 2003-04 시즌에 2부 리그 우승을 차지하며 감브리누스 리가에 올라가게 되었다.

## 유럽 대회
클럽의 최고성적은 2005-06시즌의 감브리누스 리가 2위로, 다음시즌에 UEFA컵에 진출하였다. 2006-07시즌 UEFA컵에서 1라운드에서 올랭피크 마르세유를 합계 4-3으로 물리치고 조별리그에 진출하는 저력을 보여줬지만, 조별리그에서는 1승도 하지 못하고 탈락하였다.
다음 시즌인 UEFA컵 2007-08에서 팔레르모를 합계 1-1에서 승부차기 4-2로 물리치고 다시 조별리그에 올라갔지만 4위를 기록하여 조별리그에서 또 다시 탈락하였다.

## 클럽명의 변화
- 1902년 - SSK 믈라다볼레슬라프 (Studentský sportovní klub Mladá Boleslav)
- 1910년 - 믈라도볼레슬라브스키 SK (Mladoboleslavský Sportovní klub)
- 1919년 - 애스턴 빌라 믈라다볼레슬라프 (Aston Villa Mladá Boleslav)
- 1948년 - 소콜 애스턴 빌라 믈라다볼레슬라프 (Sokol Aston Villa Mladá Boleslav)
- 1949년 - ZSJ AZNP 믈라다볼레슬라프 (Základní sportovní jednota Automobilové závody národní podnik Mladá Boleslav) : 소콜 애스턴 빌라 믈라다볼레슬라프와 소콜 메테어 체예티츠키(Sokol Meteor Čejetičky)의 통합
- 1950년 - 소콜 믈라도볼레슬라브스키(Sokol Mladoboleslavský)와 통합
- 1959년 - TJ 스파르타크 믈라다볼레슬라프 AZNP (Tělovýchovná jednota Spartak Mladá Boleslav Automobilové závody národní podnik)
- 1965년 - TJ 스코다 믈라다볼레슬라프 (Tělovýchovná jednota Škoda Mladá Boleslav)
- 1971년 - TJ AS 믈라다볼레슬라프 (Tělovýchovná jednota Auto Škoda Mladá Boleslav)
- 1990년 - FK 믈라다 볼레슬라프 (Fotbalový klub Mladá Boleslav)
- 1992년 - FK 슬라비아 믈라다볼레슬라프 (Fotbalový klub Slavia Mladá Boleslav)
- 1994년 - FK 보헤미언스 믈라다볼레슬라프 (Fotbalový klub Bohemians Mladá Boleslav)
- 1995년 - FK 믈라다볼레슬라프 (Fotbalový klub Mladá Boleslav)

## 역대 성적
- 체코 컵

우승 (2회) : 2010–11, 2015–16
- 감브리누스 리가

준우승 (1회) : 2005-06
- 체코 2. 리가

우승 (1회) : 2003-04
- 체코 풋볼 리그 (3부리그)

우승 (1회) : 1997-98
- 체코 디비전 C (4부리그)

우승 (1회) : 1996-97

## 선수 명단

### 현역
참고: FIFA 자격 규정에 따라 소속된 국가대표팀 국기를 표시합니다. 선수는 복수의 FIFA 비회원국 국적을 가지고 있을 수 있습니다.
| 번호 | 포지션 | 국적       | 이름                |
| ---- | ------ | ---------- | ------------------- |
| 5    | MF     | 잠비아     | 벤슨 사칼라         |
| 8    | MF     | 체코       | 마레크 마테요프스키 |
| 20   | MF     | 나이지리아 | 솔로몬 존           |

| 번호 | 포지션 | 국적 | 이름 |
| ---- | ------ | ---- | ---- |